# Loi des citations
La loi des citations est une loi qui impose l'argument d'autorité comme mode de détermination de la règle applicable à un litige : celle-ci est déterminée en principe par rapport aux opinions de cinq juristes de l'époque classique. Publiée en 426 au nom de Théodose II, empereur romain d'Orient (également créateur du Code de Théodose) et Valentinien III, empereur romain d'Occident,

## Contexte: la décadence du droit
La Loi des citations de 426 a d'abord été promulguée par Valentinien III, Empereur Romain d'Occident. Elle a ensuite été reprise par Théodose II, Empereur Romain d'Orient. Cette loi fut rendue nécessaire par la nette diminution de la qualité du travail des juristes[citation nécessaire] vers le milieu de l’Empire. Au IVe siècle, les praticiens se contentaient de temps en temps de chercher les solutions juridiques dans les ouvrages de leurs maitres.

## Mécanisme
La loi identifiait cinq autorités principales, parmi les juristes de l'époque classique : Papinien, Paul, Ulpien, Modestin et Gaius. C'est le principe évoqué par Valentinien III. Théodose II quant à lui indiquait dans la Loi des citations qu'en plus de ces cinq jurisconsultes, pouvaient être évoqués en justice les textes de jurisconsultes cités par eux.
Tous étaient des jurisconsultes du début du IIIe siècle, et des patriciens ayant exercé de hautes fonctions à la préfecture du prétoire, sauf Gaius, qui était l'auteur d'un manuel d'enseignement peu utilisé à son époque mais qui grâce à sa relative simplicité d'utilisation fit autorité par la suite chez les praticiens du droit.
La loi prévoyait qu'il était également permis de faire référence aux auteurs cités par ces cinq autorités, mais seulement à condition d'apporter une preuve par la présentation d'un texte authentique. Cette preuve étant quasiment impossible à apporter en pratique, on se contentait de l'opinion de ces cinq grands juristes. En cas de divergence d'opinion, la majorité l’emportait ; en cas d'égalité, l'opinion de Papinien prévalait. C'est seulement s'il n'y avait pas de majorité, et que Papinien ne s'était pas prononcé, que le juge aurait eu une libre appréciation.